# Charles Hope, 1. Earl of Hopetoun

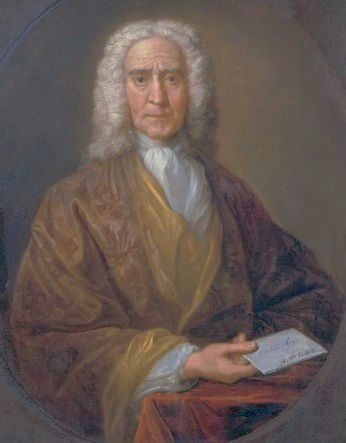
Charles Hope, 1. Earl of Hopetoun

Charles Hope, 1. Earl of Hopetoun KT (* 1681; † 26. Februar 1742) war ein schottischer Adliger.
Hope entstammte der schottischen Gentry. Er war der Sohn des John Hope (1650/51–1682), Gutsherr von Hopetoun in Linlithgowshire, und Urenkel des Sir Thomas Hope, 1. Baronet of Craighall (1573–1646). Sein Vater hatte die 1678 vom 4. Earl of Winton die Feudalbaronie Niddry Castle sowie von Sir Walter Seton die benachbarte Feudalbaronie Abercorn, mit der das erbliche Amt des Sheriffs von Linlithgowshire verbunden war, erworben. So wurde sein Vater auch Abgeordneter für Linlithgowshire im schottischen Parlament von 1684. 
Charles Hope heiratete 1689 Lady Henrietta Johnstone, die älteste Tochter von William Johnstone, 1. Marquess of Annandale. Mit ihr hatte er dreizehn Kinder, von denen allerdings fünf bereits im Kindesalter verstarben.
1703 wurde Hope in der Peerage of Scotland zum Earl of Hopetoun, Viscount of Aithrie und Lord Hope erhoben. Er unterstützte den Zusammenschluss mit England. Seit 1722 war er einer der schottischen Representative Peers im britischen House of Lords, eine Stellung, die er bis zu seinem Tod innehatte. Außerdem war er seit 1715 Lord Lieutenant von Linlithgowshire. Er war aber auch 1723 Lord High Commissioner to the General Assembly of the Church of Scotland. Von 1740 bis zu seinem Tod war er auch Präsident der Bank of Scotland.
1738 wurde er als Knight Companion in den Distelorden aufgenommen. Als Hope 1742 verstarb, gingen seine Adelstitel auf seinen ältesten Sohn John über.